# Гриднев, Сергей Петрович
Сергей Петрович Гриднев (11 января 1902, Михайловская, Кубанская область — 1 мая 1984, Михайловская, Краснодарский край) — передовик советского сельского хозяйства, бригадир колхоза имени Ленина Курганинского района Краснодарского края, Герой Социалистического Труда (1948).

## Биография
Родился в 1902 году в станице Михайловская Лабинского отдела Кубанской области в семье крестьянина. До коллективизации трудился в личном бедняцком хозяйстве. Одним из первых вступил в колхоз имени Ленина, вскоре возглавил 2-ю полеводческую бригаду.
Участник Великой Отечественной войны. Был мобилизован в Красную Армию в октябре 1941 года. Боевой путь прошёл минёром 1-й роты 1-й гвардейской отдельной инженерной бригады специального назначения на Юго-Западном фронте. С июля 1942 по февраль 1943 участвовал в Сталинградской битве. С мая 1943 года в составе 70-й армии.
После демобилизации вернулся в родные края, снова начал работать в колхозе Ленина бригадиров 2-й полеводческой бригады по выращиванию зерновых.
В 1947 году бригада Гриднева получила высокий урожай пшеницы, на площади 30,5 гектара было получено 32,3 центнера с гектара.
Указом Президиума Верховного Совета СССР от 24 февраля 1948 года за выдающиеся производственные достижения и получения высоких урожаев пшеницы Сергею Петровичу Гридневу было присвоено звание Героя Социалистического Труда с вручением ордена Ленина и медали «Серп и Молот».
Продолжал работать в колхозе.
Проживал в родной станице Михайловская. Умер 1 мая 1984 года.

## Награды
За трудовые и боевые успехи был удостоен:
- золотая звезда «Серп и Молот» (24.02.1948)
- орден Ленина (24.02.1948)
- орден Красной Звезды (22.06.1943)
- медаль За отвагу (05.02.1943)
- Медаль «За оборону Сталинграда» (22.12.1942)
- другие медали.